# Koyaanisqatsi
Koyaanisqatsi – debiut filmowy Godfreya Reggio i pierwszy film z tzw. Trylogii Qatsi, na którą składają się również Powaqqatsi (1988) i Naqoyqatsi (2002). Prace nad filmem trwały 7 lat; muzykę skomponował Philip Glass, a materiał zdjęciowy nakręcił Ron Fricke.
Film nie ma klasycznej fabuły ani dialogów. Tworzą go stworzone w technice poklatkowej lub w zwolnionym/przyspieszonym tempie obrazy przyrody i miast z
różnych stanów USA. 
Harmonia i piękno natury zderzone jest z obrazami cywilizacji, co wyrażone jest w wieloznacznym koyaanisqatsi – jedynym słowie wypowiadanym w filmie. Obok epilogu, stanowiącego wraz z pierwszym aktem filmu symbol zwycięstwa natury nad człowiekiem (eksplozja rakiety kosmicznej Atlas Centaur), jedną z najbardziej sugestywnych sekwencji jest szereg ujęć przedstawiających fizyczną likwidację osiedla Pruitt-Igoe oraz innych potężnych obiektów, którymi – zgodnie z przesłaniem — człowiek zakłócił równowagę natury.
Koyaanisqatsi oznacza w języku Indian Hopi: 1. szalone życie, 2. życie pozbawione równowagi, 3. życie w zgiełku, 4. dążenie do katastrofy, 5. stan, w którym należy zastanowić się nad zmianą trybu życia. Jako angielski podtytuł filmu używany jest zwrot Life Out of Balance (Życie pozbawione równowagi).